# 카일 딩켈러 살인 사건
카일 딩켈러 살인 사건(영어: Murder of Kyle Dinkheller)은 1998년 1월 12일 오후 5시 30분경 미국 조지아주 로렌스군 휘플 크로싱 도로에서 발생한 총격전이자 경관 살인 사건이다.

## 사건 개요

### 총격 발생 전
피해자 카일 딩켈러(영어: Kyle W. Dinkheller, 1975년 6월 18일 ~ 1998년 1월 12일) 경관은 경찰 업무를 마치고 퇴근하던 중, 시속 98마일(158km/h)로 과속하는 토요타 트럭을 발견하였고, 딩켈러는 트럭에게 정차신호를 보냈다. 휘플 크로싱 도로에서 트럭이 멈춰선 후 딩켈러는 앤드류 브래넌(영어: Andrew H. Brannan, 1948년 11월 26일 ~ 2015년 1월 13일)과 마주하게 된다. 서로 인사를 주고받은 뒤 브래넌은 주머니에 손을 넣었다. 딩켈러는 브래넌에게 주머니에서 손을 빼라고 지시하였고, 그러자 브래넌은 갑자기 딩켈러에게 욕을 쓰며 소리쳤다. 소리친 다음 브래넌은 자신을 쏴 죽여보라며 춤을 추기 시작했다. 이에 딩켈러가 무전기로 지원 요청을 하자 브래넌은 딩켈러에게 달려들며 "누구에게 명령하는 거냐"고 말하였다. 딩켈러는 물러난 뒤 경찰봉을 꺼내며 물러나라고 명령하였다. 딩켈러가 계속 물라나라고 소리치자 브래넌은 "나는 베트남 전쟁 참전용사다. 그러므로 난 죽지 않는다"라고 말하였다. 딩켈러가 몇번 더 물러나라고 말하자 브래넌은 자신의 트럭으로 가서 운전석 아래에 있던 M1 카빈을 꺼내든다. 총격전이 벌어지기 전 딩켈러는 40초간 "총을 내려놔라"라고 반복적으로 말하였고, 브래넌은 이를 거부하였다.

### 총격
몇십 초간 대치가 이루어지고 딩켈러가 먼저 권총으로 총격을 가하였다. 그렇게 몇십 초간 양측간의 총격이 이루어진 후 총격이 멈추자 브래넌이 차문에서 나와 딩켈러에게 총격을 가하였다. 이 때 딩켈러는 팔, 다리 등 노출된 부위에 총알을 맞았다. 브래넌이 총격을 가한 후 양측 다 재장전을 하고, 딩켈러가 또 다시 총격을 가하였다. 이에 브래넌은 차문에서 다시 나와 딩켈러에게 다가가 총을 발사하였다. 총알에 맞은 딩켈러는 비명을 지른 뒤 기절하였다. 브래넌은 기절한 딩켈러에게 욕을 한 뒤 오른쪽 눈에 총을 한 발 발사하고 현장에서 도주하였다. 브래넌이 도주한 뒤 딩켈러는 사후경직으로 인하여 피토를 한 뒤 현장에서 사망하였다.

### 체포
다음 날 1월 13일 브래넌은 자신의 집 오두막 뒷편 숲속에서 상처가 응고된 채로 체포되었다.

## 재판

### 과정
2000년 1월 28일 재판에서 브래넌은 자신이 PTSD와 BAPD를 가지고 있다며 정신적 이상으로 무죄를 주장했으나, 배심원단들은 그의 범행 수법이 너무 잔인하고, 한 가정의 부친이자 아들을 잃게 했다고 하여 사형 선고를 요청하였다.

### 선고
판사는 브래넌에게 사형을 선고하였다.

## 사형 집행
2015년 1월 13일 그는 전우들과의 통화에서 "전우들과 같이 이 길을 걸었던 것이 너무 자랑스럽고, 누구에게도 이런 끔직한 일이 벌어지지 않기를 빈다"라고 말하였다. 그는 사형 집행 전 "카일 딩켈러의 가족들에게 애도를 표한다"라고 말하고 약물주사형으로 향년 66세에 사망하였다.

## 신상정보

### 피해자
카일 딩켈러(영어: Kyle W. DInkheller)는 1975년 6월 18일 미국 캘리포니아주 샌디에고에서 태어났다. 그는 1993년 쿼츠 힐 고등학교를 졸업했고, 1995년 3월 LCSO(로렌스군 경찰국 간수)로 활동하였으며, 1996년 조지아주 로렌스군 경찰국 보안관이 되었다.
죽기 전 그는 아내 안젤라와 자녀 에슐리, 코디가 있었는데 그가 죽은지 8개월 후 후자가 태어났다. 그 때 당시 에슐리는 생후 22개월이었다. 카일 딩켈러는 미국 플로리다주 브레바드군 파운틴헤드 기념공원에 매장되어 있다.

### 가해자

#### 군 복무 시절
앤드류 브래넌(영어: Andrew H. Brannan)은 미국 육군에 입대하여 포트 베닝에서 기초 전투 훈련(BCT)을 받았다. 그는 1969년 2월 야전포병학교에 입학하였으며, 같은 해 7월 오클라호마주 포트 실의 포병 장교로 임명되었다. 또 같은 달 베트남 전쟁 참전으로 인하여 베트남 공화국으로 출병하였고, 제23보병사단에서 관측자 및 집행관으로 복무하였으며, 1971년 7월까지 추라이에서 근무하였다. 이 시기 때 브래넌은 한 장교가 지뢰를 밟아 사망하는 것을 목격하였고, 1989년 정신과 의사와의 상담에서 이를 회상했다고 한다. 그는 두 차례 지휘를 하였고, 총사령관이 사망한 이후 미국에 복귀하여 워싱턴주 루이스-맥코드 합동기지에서 예비군으로 복무하였으며, 1975년 6월 전역할 때까지 2주에 한 번씩 근무하였다.
군에 있는 동안 그의 상관은 브래넌을 '뛰어난 지휘관'이라고 말했다고 한다.

#### 군 복무 후
전역한 이후 브래넌은 전쟁으로 인하여 후유증에 시달렸다. 브래넌은 여자를 만나 결혼하였으나, 6년 만에 이혼하였다. 1991년 PTSD 진단을 받았으며, 1996년 BPAD 진단을 받았다. 사건 이후 재판에서 브래넌은 자신의 정신적 진단으로 무죄를 선고받을라 했으나 2000년 1월 28일 사형을 선고받았고, 2015년 1월 13일 조지아주 버츠군 조지아주 진단·분류 교도소에서 약물주사형으로 향년 66세로 사망하였다.